# سفيان بوفال
سفيان بوفال (مواليد 17 سبتمبر 1993) هو لاعب كرة قدم مغربي يلعب في مركز الجناح أو لاعب خط وسط مهاجم، مع روايال أونيون سان جيلواز في الدوري البلجيكي للمحترفين، ومع المنتخب المغربي .

## النشأة
ولد سفيان بوفال في فرنسا لأبوين مغربيين ينحدران من مدينة تازة. تلقى بوفال تكوينه بنادي أنجيه الفرنسي بدأً من سنة 2010 ، وفي سنة 2013 وقع بوفال على أول عقد احترافي له كلاعب رفقة نفس النادي لمدة ثلاث سنوات.

## مسيرته الكروية

### بداياته في نادي أنجيه
بدأ في دوري الدرجة ثانية فرنسية في 24 أغسطس 2012 خلال مباراة على أرضه ضد نادي إستر. في يونيو 2013 وقع عقده المهني الأول لمدة 3 سنوات.
بدأ موسم 2014 جيدا . لعب 32 مباراة تحت ألوان أنجيه، في جميع المسابقات، مؤلفًا لتمريرة واحدة حاسمة.
موسم 2015 يكشف عن الشاب أنجفين الذي أصبح لاعباً أساسياً للفريق. سجل هدفه الأول مع أنجيه ضد ستاد لافال في 19 سبتمبر 2014 في الدقيقة 90. سبق له أن قدم تمريرة حاسمة، لكن ذلك لم يمنع من هزيمة فريقه (3-2).
في اليوم الرابع عشر، سجل هدف المباراة الوحيد أمام ديجون في الدقيقة 62، وسمح لفريقه بالابتعاد عن منطقة الهبوط.
تم اختياره لاعب منتصف الموسم في الدوري، متوجًا ببداية جيدة جدًا لموسم 2014-2015 (4 أهداف و 3 تمريرات حاسمة).

### الانتقال إلى ليل
في 9 يناير 2015 أعلن نادي ليل عن ضمه للمهاجم المغربي سفيان بوفال بعقد لمدة أربع سنوات مقابل 4 ملايين يورو، وظهر لأول مرة بقميص نادي ليل بتاريخ 14 يناير 2015 ضد نادي نانت ضمن مسابقة كأس الدوري الفرنسي. ترك بوفال انطباعًا فوريًا؛ حيث سجل 3 أهداف في 14 مباراة بالدوري. واصل الموسم الذي يليه تقدمه، حيث سجل 12 هدفًا في 35 مباراة بجميع المسابقات مما استقطب اهتمام بعض أكبر الأندية حول العالم.

### ساوثهامبتون
أعلن نادي ساوثهامبتون الإنجليزي في 29 أغسطس 2016 عن تعاقده مع سفيان بوفال قادماً من نادي ليل الفرنسي في عقد مدته خمس سنوات بصفقة وصلت إلى 24 مليون يورو ليكون بذلك أغلى لاعب في تاريخ نادي ساوثهامبتون.
في موسم 2016-2017، سجل بوفال هدفًا واحدًا في كأس الرابطة وهدفًا واحدًا في الدوري الممتاز. كان هدف الفوز الذي سجله في 26 أكتوبر 2016 بنتيجة 1-0 على سندرلاند في الجولة الرابعة من كأس رابطة الأندية حقق جائزة هدف الموسم لساوثامبتون.

### سيلتا فيغو
في 20 يوليوز 2020 تمت إعارته لنادي سيلتا فيغو الإسباني لموسم واحد، في أول موسم له أصبح أفضل مراوغ في إسبانيا متقدما على أبرز نجوم الدوري كميسي و غريزمان. وعند عودته لفريق ساوثهامبتون أصيب إصابة خطيرة في مشط رجله اليسرى مما أدى إلى تهميشه في الفريق، ليعود إلى الدوري الفرنسي وتحديدا فريق أنجيه.

### العودة لنادي أنجيه
في 5 أكتوبر 2020 سيعود لناديه الأول أنجيه، ووقع معه لأربع مواسم.

## المسيرة الدولية
تلقى بوفال دعوة للانضمام إلى المنتخب المغربي الأولمبي في مارس 2015 من طرف المدرب حسن بنعبيشة إلا أنه اعتذر عن تلبية الدعوة بسبب عدم استقراره بعد على المنتخب الذي سوف يمثله، ليعود ويتلقى دعوة أخرى هذه المرة من بادو الزاكي مدرب المنتخب الأول في يونيو من نفس السنة من أجل خوض مباراة ليبيا ضمن تصفيات كأس أمم إفريقيا 2017 هذه المرة حضر بوفال لمعسكر المنتخب غير أنه غادره بداعي الإصابة، في مارس 2016 وبعد تغيير مدرب المنتخب المغرب بادو الزاكي وتعويضه بهيرفي رينارد مدرب بوفال السابق بنادي ليل تحدتث تقارير عن إمكانية ضم بوفال للمنتخب المغربي الإصابة والتي لم تكن في الحقيقة إلا حجة للامتناع عن الظهور الرسمي بقميص أسود الأطلس انتظارا لالتفاتة مرتقبة من المنتخب الفرنسي غير أن هذه الدعوة لم تأت.[بحاجة لمصدر] تحدثت تقارير عن إمكانية ضم بوفال للمنتخب المغربي غير أنه طلب مرة أخرى مهلة للتفكير ولم يكن ضمن اللآئحة الموسعة والتي أعلنها هيرفي رينارد والمكونة من 34 لاعباً استعداداً لمباراتي الرأس الأخضر يومي 26 و29 مارس 2016 ضمن الجولتين الرابعة والخامسة من تصفيات كأس أمم إفريقيا 2017. لكن بعد ذلك أعلنت الجامعة الملكية المغربية لكرة القدم يوم 14 مارس/آذار 2016 عن اختيار سفيان بوفال تمثيل المنتخب المغربي بعد تدخل كل من رئيس الجامعة فوزي لقجع والمدرب هيرفي رينارد ومنه فقد كان حاضراً في اللائحة النهائية التي ضمت 24 لاعباً والمعلن عنها في نفس اليوم لينهي بذلك بوفال الجدل حول هوية المنتخب الذي سوف يمثله بعد شد وجذب وانتظار طويل حيث خاض أول مباراة دولية في 26 مارس 2016 ضد منتخب الرأس الأخضر في إطار تصفيات كأس أمم إفريقيا 2017 وقدم أداءا طيبًا من خلال عدة مراوغات ولمسات نالت إعجاب المتتبعين.

### كأس العالم 2022
في 10 نوفمبر 2022، تم اختياره ضمن تشكيلة المغرب المكونة من 26 لاعباً لكأس العالم لكرة القدم 2022 في قطر.

## الإحصائيات

### النادي
آخر تحديث حتى المباراة التي لُعبت في 23 أكتوبر 2022.
| النادي             | الموسم        | الدوري                        | الدوري | الدوري  | الكأس الوطني | الكأس الوطني | كأس الدوري | كأس الدوري | أوروبا | أوروبا  | المجموع | المجموع |
| النادي             | الموسم        | فئة                           | الظهور | الأهداف | الظهور       | الأهداف      | الظهور     | الأهداف    | الظهور | الأهداف | المجموع | الأهداف |
| ------------------ | ------------- | ----------------------------- | ------ | ------- | ------------ | ------------ | ---------- | ---------- | ------ | ------- | ------- | ------- |
| أنجيه B            | 2012–13       | CFA 2                         | 22     | 5       | —            | —            | —          | —          | —      | —       | 22      | 5       |
| أنجيه B            | 2013–14       | CFA 2                         | 7      | 0       | —            | —            | —          | —          | —      | —       | 7       | 0       |
| أنجيه B            | المجموع       | المجموع                       | 29     | 5       | —            | —            | —          | —          | —      | —       | 29      | 5       |
| أنجيه              | 2012–13       | الدوري الفرنسي الدرجة الثانية | 2      | 0       | 1            | 0            | 0          | 0          | —      | —       | 3       | 0       |
| أنجيه              | 2013–14       | الدوري الفرنسي الدرجة الثانية | 28     | 0       | 4            | 0            | 0          | 0          | —      | —       | 32      | 0       |
| أنجيه              | 2014–15       | الدوري الفرنسي الدرجة الثانية | 16     | 4       | 1            | 0            | 2          | 0          | —      | —       | 19      | 4       |
| أنجيه              | المجموع       | المجموع                       | 46     | 4       | 6            | 0            | 2          | 0          | —      | —       | 54      | 4       |
| نادي ليل           | 2014–15       | الدوري الفرنسي                | 14     | 3       | 0            | 0            | 2          | 0          | —      | —       | 16      | 3       |
| نادي ليل           | 2015–16       | الدوري الفرنسي                | 29     | 11      | 1            | 0            | 5          | 1          | —      | —       | 35      | 12      |
| نادي ليل           | المجموع       | المجموع                       | 43     | 14      | 1            | 0            | 7          | 1          | —      | —       | 51      | 15      |
| نادي ساوثهامبتون   | 2016–17       | الدوري الإنجليزي الممتاز      | 24     | 1       | 0            | 0            | 3          | 1          | 2      | 0       | 29      | 2       |
| نادي ساوثهامبتون   | 2017–18       | الدوري الإنجليزي الممتاز      | 26     | 2       | 3            | 0            | 1          | 0          | —      | —       | 30      | 2       |
| نادي ساوثهامبتون   | 2019–20       | الدوري الإنجليزي الممتاز      | 20     | 0       | 3            | 1            | 2          | 0          | —      | —       | 25      | 1       |
| نادي ساوثهامبتون   | المجموع       | المجموع                       | 70     | 3       | 6            | 1            | 6          | 1          | 2      | 0       | 84      | 5       |
| سيلتا فيغو (إعارة) | 2018–19       | الدوري الإسباني               | 35     | 3       | 0            | 0            | —          | —          | —      | —       | 35      | 3       |
| أنجيه              | 2020–21       | الدوري الإسباني               | 14     | 1       | 1            | 0            | —          | —          | —      | —       | 15      | 1       |
| أنجيه              | 2021–22       | الدوري الإسباني               | 29     | 8       | 0            | 0            | —          | —          | —      | —       | 29      | 8       |
| أنجيه              | 2022–23       | الدوري الإسباني               | 11     | 3       | 0            | 0            | —          | —          | —      | —       | 11      | 3       |
| أنجيه              | المجموع       | المجموع                       | 54     | 12      | 1            | 0            | —          | —          | —      | —       | 55      | 12      |
| إجمالي مسيرته      | إجمالي مسيرته | إجمالي مسيرته                 | 278    | 41      | 14           | 1            | 15         | 2          | 2      | 0       | 309     | 44      |

1. ↑  الظهور في الدوري الأوروبي

### المنتخب
آخر تحديث 11 ديسمبر 2022.
| المنتخب الوطني | العام   | الظهور | الأهداف |
| -------------- | ------- | ------ | ------- |
| المغرب         | 2016    | 3      | 0       |
| المغرب         | 2017    | 2      | 0       |
| المغرب         | 2018    | 3      | 0       |
| المغرب         | 2019    | 8      | 0       |
| المغرب         | 2020    | 0      | 0       |
| المغرب         | 2021    | 6      | 1       |
| المغرب         | 2022    | 15     | 5       |
| المجموع        | المجموع | 37     | 6       |

| # | التاريخ        | المكان                                               | الخصم   | الهدف | النتيجة | المسابقة                 |
| - | -------------- | ---------------------------------------------------- | ------- | ----- | ------- | ------------------------ |
| 1 | 12 أكتوبر 2021 | المجمع الرياضي الأمير مولاي عبد الله، الرباط، المغرب | غينيا   | 4–1   | 4–1     | تصفيات كأس العالم 2022   |
| 2 | 10 يناير 2022  | ملعب أحمدو أهيدجو، ياوندي, الكاميرون                 | غانا    | 1–0   | 1–0     | كأس الأمم الأفريقية 2021 |
| 3 | 18 يناير 2022  | ملعب أحمدو أهيدجو، ياوندي, الكاميرون                 | الغابون | 1–1   | 2–2     | كأس الأمم الأفريقية 2021 |
| 4 | 30 يناير 2022  | ملعب أحمدو أهيدجو، ياوندي, الكاميرون                 | مصر     | 1–0   | 1–2     | كأس الأمم الأفريقية 2021 |

## الإنجازات

### النادي
ليل
- كأس الرابطة الفرنسية:
  - الوصيف: 2015–16[30]

 ساوثهامبتون
- كأس رابطة الأندية الإنجليزية المحترفة:
  - الوصيف: 2016–17[31]

### المنتخب
المغرب
- كأس العالم:
  - المركز الرابع: 2022

### فردية
- لاعب الشهر في الدوري الفرنسي: أبريل 2016[32]
- جائزة أفضل لاعب أفريقي في الدوري الفرنسي: 2016[33]
- جائزة هدف الشهر في الدوري الإنجليزي الممتاز: أكتوبر 2017[34]
- جائزة هدف الموسم في الدوري الإنجليزي الممتاز: 2017–18[35]
- هدف العقد في نادي ساوثهامبتون: 2010–2020[36]
- أفضل مراوغ في الدوري الإسباني: 2018–19
- جائزة لاعب الشهر في نادي أنجيه: أغسطس 2021[37]

## روابط خارجية
- سفيان بوفال على موقع الاتحاد الأوربي (الإنجليزية)
- سفيان بوفال على موقع رابطة كرة القدم الفرنسية للمحترفين (الإنجليزية)
- سفيان بوفال على موقع إي إس بي إن إف سي (الإنجليزية)
- سفيان بوفال على موقع قاعدة بيانات كرة القدم.إي يو (الإنجليزية)
- سفيان بوفال على موقع ليكيب (الفرنسية)
- سفيان بوفال على موقع ناشيونال فوتبول تيمز (الإنجليزية)
- سفيان بوفال على موقع Soccerbase.com (لاعب) (الإنجليزية)
- سفيان بوفال على موقع Soccerway.com (الإنجليزية)
- سفيان بوفال على موقع عالم كرة القدم.نت (الإنجليزية)
- سفيان بوفال على موقع AS.com (الإسبانية)
- معلومات حول سفيان بوفال
- سفيان بوفال يرفض تمثيل المغرب و يختار فرنسا
- المحترف بوفال يغيب عن المغرب في مواجهة ليبيا
- بوفال يؤجل قرار لعبه للمنتخب المغربي
- سفيان بوفال يختار اللعب للمنتخب المغربي